# Ипсонас
Ѝпсонас (на гръцки: Ύψωνας) е село в Кипър, окръг Лимасол. Според статистическата служба на Република Кипър през 2001 г. селото има 6435 жители.
Намира се на 7 km западно от Лимасол и в непосредствена близост до територията на британската военна база Акротири.